# Goule au Loup
La goule au Loup, ou gueule au Loup, est une grotte marine située dans le quartier du Rosais à Saint-Servan, dans la commune de Saint-Malo, département d'Ille-et-Vilaine.

## Toponymie

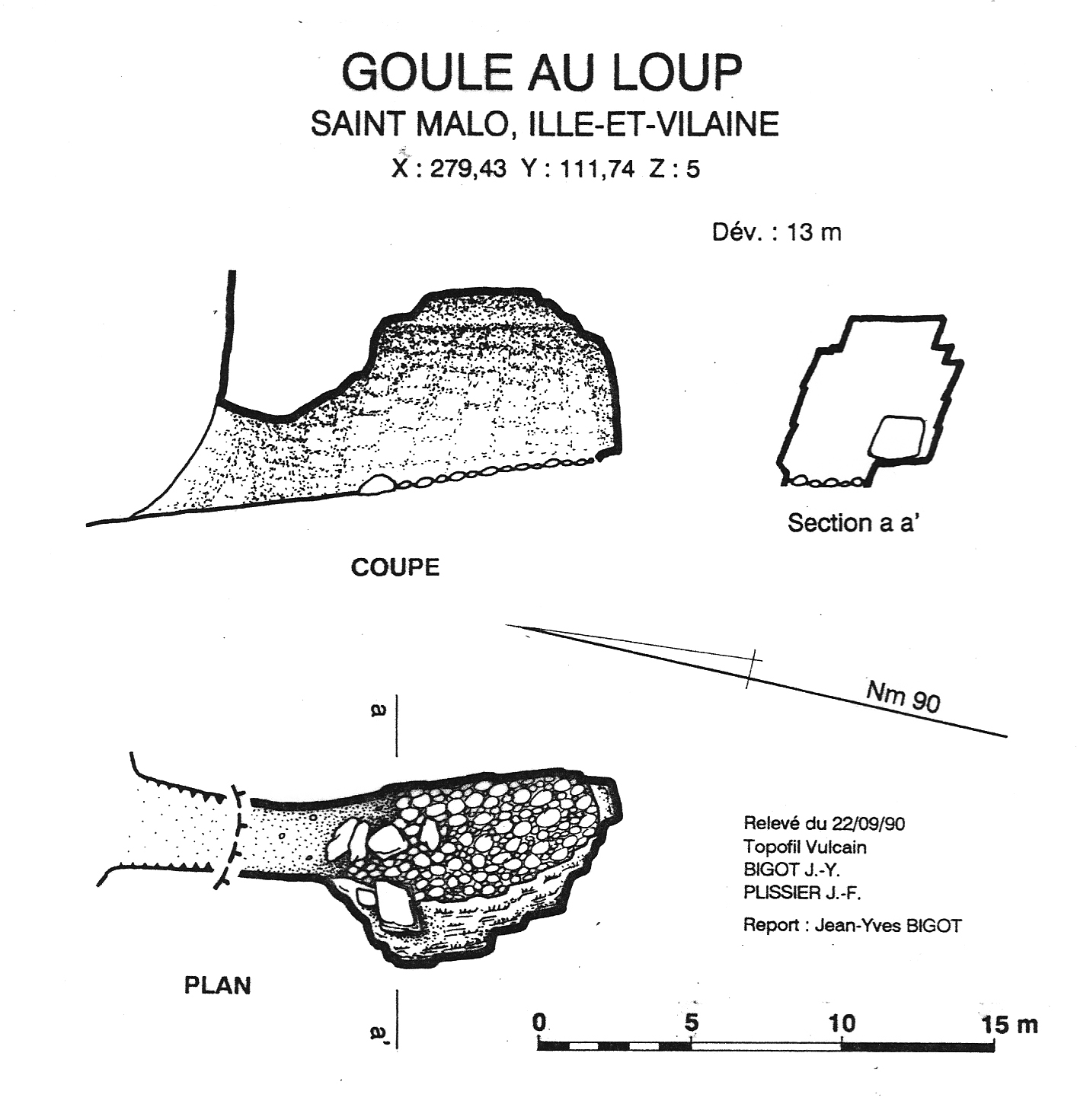
Topographie de la goule au Loup.

Le terme goule, issu du latin gula, gosier, bouche, a la sens de grotte. 

## Spéléométrie
Le développement de cette grotte est de 13 m.
La grotte a été topographiée le 22 septembre 1990 par Jean-François Plissier et Jean-Yves Bigot,.

## Géologie
La cavité s'ouvre dans un granite d'âge néoprotérozoïque.

## Légendes
On racontait aux enfants de Saint-Servan, pour les engager à se tenir tranquilles pendant leur toilette, les aventures tragiques censées s'y dérouler. Ainsi, on raconte l'histoire d'un enfant qui ne voulait pas se laisser peigner et qui fut attiré dans la goule du Loup par ses poux qui avaient soif ; c'est dans cette grotte qu'il s'endormit et qu'il fut avalé par les vagues.